# 1057
1057 (MLVII) fue un año común comenzado en miércoles del calendario juliano.

## Acontecimientos
- Esteban IX es nombrado papa de Roma.

## Nacimientos
- Duque Hugo I de Borgoña (m. 1093)

## Fallecimientos
- Víctor II, papa de Roma.
- Jōchō, escultor japonés.
- Eduardo el Exiliado, noble inglés (n. 1016)
- 15 de agosto - rey Macbeth de Escocia (n. 1005)